# Aérodrome de Sainte-Marie
L'aérodrome de Sainte-Marie (code IATA : SMS • code OACI : FMMS)  dessert l'île Sainte-Marie, une île située au nord-est de Fenoarivo Atsinanana (région d'Analanjirofo) en face de Soanierana Ivongo dans la province de Tamatave, à Madagascar. 

## Situation
L'aérodrome est situé près de la pointe sud de l'île, à proximité de la passe séparant celle-ci de l'île aux Nattes, qu'il dessert aussi.

### Carte des aéroports de Madagascar
| \| 30 km1:4 466 000 \| Ambalabe Ambalavao Ambatomainty Ambatondrazaka Ambilobe Ambohijanahary Majunga · Mahajanga Ampampamena Ampanihy Analalava Andapa Andavadoaka Ankaizina Ankavandra Ankazoabo Antsalova Antsirabato Antsirabe Antsoa Diégo Suarez · Antsiranana Befandriana · Avaratra Bekily Belo sur · Tsiribihina Besalampy Betioky Doany Farafangana Nosy Be · Fascene Fianarantsoa Ihosy Ilaka-Est Tananarive · Antananarivo Mahanoro Maintirano Malaimbandy Mampikony Manakara Mananara Nord Mananjary Mandabe Mandritsara Manja Maroantsetra Miandrivazo Morafenobe Morombe Morondava Port-Bergé Sainte · Marie Samangoky Sambava Soalala Fort-Dauphin · Tôlanaro Tambohorano Tamatave · Toamasina Tuléar · Toliara Tsaratanana Tsiroanomandidy Vangaindrano Vatomandry Vohémar · Vohimarina |
| 30 km1:4 466 000 |

Les aérodromes en gras ont des liaisons régulières commerciales

## Présentation
Doté d'une piste unique, orientée approximativement nord-sud, l’aérodrome de Sainte-Marie enregistre en 2014, 764 mouvements d’avion avec 2 961 passagers traités. Il accueille aussi la même année vingt-cinq tonnes de fret. 
En 2015, il fait l'objet de travaux visant notamment à quadrupler la capacité de l'aérogare et à mettre en place des balises permettant sa desserte nocturne. Il est prévu « lorsque les besoins arriveront » d'allonger la piste — actuellement suffisante pour des avions équivalents à l'ATR 72 — afin d'accueillir aussi des avions à réaction de la taille du Boeing 737.

## Compagnies et destinations
| Compagnies          | Destinations                                           |
| ------------------- | ------------------------------------------------------ |
| Madagascar Airlines | Antananarivo, Tamatave/Toamasina, La Réunion-R. Garros |